# Ross (Ohio)
Ross es un lugar designado por el censo ubicado en el condado de Butler en el estado estadounidense de Ohio. En el Censo de 2010 tenía una población de 3417 habitantes y una densidad poblacional de 419,63 personas por km².

## Geografía
Ross se encuentra ubicado en las coordenadas 39°18′50″N 84°39′37″O / 39.31389, -84.66028. Según la Oficina del Censo de los Estados Unidos, Ross tiene una superficie total de 8.14 km², de la cual 8.07 km² corresponden a tierra firme y (0.86%) 0.07 km² es agua.

## Demografía
Según el censo de 2010, había 3417 personas residiendo en Ross. La densidad de población era de 419,63 hab./km². De los 3417 habitantes, Ross estaba compuesto por el 98.27% blancos, el 0.23% eran afroamericanos, el 0.2% eran amerindios, el 0% eran asiáticos, el 0.06% eran isleños del Pacífico, el 0.32% eran de otras razas y el 0.91% pertenecían a dos o más razas. Del total de la población el 0.73% eran hispanos o latinos de cualquier raza.